# Asociación de Amigos del Ferrocarril de Madrid
La Asociación de Amigos del Ferrocarril de Madrid (AAFM) es una asociación de amigos del ferrocarril con su sede en la antigua estación de Delicias, en Madrid.

## Historia
La Asociación de Amigos del Ferrocarril de Madrid se fundó el 5 de noviembre de 1946. En la actualidad cuenta con un local en la sede del Museo del ferrocarril de Madrid, en la antigua estación de Delicias. Está inscrita en el registro municipal de entidades ciudadanas del Ayuntamiento de Madrid y es miembro fundador de la Federación Española de Asociaciones de Amigos del Ferrocarril.

## Actividades
Organiza diferentes actividades con el fin de fomentar el interés en el ámbito ferroviario, mantiene la Biblioteca Ferroviaria «Antonio Arias», y tiene en sus locales dos maquetas de modelismo ferroviario, una a Escala H0 y otra a Escala N. 

## Trenes históricos
La asociación dispone de coches de viajeros y automotores propios o cedidos a ella que son mantenidos por voluntarios, además de locomotoras como la 269.604 -"Gato Montés"- de la Serie 269 de Renfe; la 435.005 -"La Suiza"- de la Serie 435 de Renfe; la 333.107 de la Serie 333 de Renfe; y las 440.096 y 440.078 -"Las Azulonas"- de la Serie 440 de Renfe.
Organiza trenes históricos accesibles al público, teniendo una tarifa reducida para miembros de la asociación. En los años 2012 y 2013, organizó el tren turístico «Río Eresma», que circulaba desde la estación de Chamartín por la línea Madrid-Hendaya hasta Villalba, para continuar por la línea Villalba-Segovia hasta Segovia. En la actualizad organiza los siguientes trenes históricos:
- Sierra de Guadarrama
- Tren del Guadalquivir
- Torrezno Exprés
- Tren de la Campiña
- Expreso del Nervión
- Tren de la Cerámica
- Tren del Cid
- Campo de Calatrava
- Tren de la Montaña Palentina
- Expreso Rías Bajas